# Библиография Мадонны
Помимо своей основной деятельности американская певица и музыкант Мадонна известна как автор нескольких успешных книг. Начав свой литературный путь в 1992 году с вызывающей своей раскованностью книги «Sex», Мадонна после паузы в 11 лет предстала автором серии невинных детских сказок. Ещё в 1994 году певица проявила явный интерес к этому жанру и в какой-то мере шокировала публику чтением вслух детской сказки «Чаепитие мисс Паучихи» (англ. Miss Spider's Tea Party) Дэвида Кирка на презентации альбома Bedtime Stories (один из вариантов перевода — англ. сказки на ночь), организованной в форме пижамной вечеринки. Выпустить свою сказку она решила уже после рождения детей. Также это обусловлено подъемом читательского интереса к жанру сказки, произошедшего после выхода серии книг о Гарри Поттере, а также серьёзными переменами в личной жизни самой артистки.
Серия детских книжек, вдохновлённых материнством, изучением каббалы и жизнью в Великобритании, предназначена для собственных детей певицы, но была издана на 40 языках. Вся прибыль автора отправлялась на благотворительность. Книжки с картинками выходили в знаменитом издательстве Callaway Editions. Они пропагандируют традиционные ценности и обладают великолепными иллюстрациями. Первые книги серии стали № 1 в списке бестселлеров газеты Нью-Йорк Таймс, остальные входили в десятку. Книжки с картинками Серия «английских роз» не имеет явных ветхозаветных аллюзий, хотя героиню зовут Бина, что на древнееврейском значит понимание. Остальные сюжеты, не относящиеся к серии «английские розы» являются переписанными на современный лад хасидскими притчами, о чём Мадонна упоминает в предисловиях.
В 2005 году для промо книги Lotsa de Casha (Лотса Тугой Кошель) певица снялась для обложки и дала интервью журналу Ladies Home Journal, ориентированному на американских домохозяек. Контраст этой фотосессии с обложкой Esquire 10-летней давности, где она снята в бюстгалтере и цепях, особо шокировал одного журналиста, однако Мадонна просто шутя заметила ему, что «хорошо выглядела в нижнем белье».
Сказки Мадонны основываются на традиционных ценностях и представляют собой своеобразные уроки морали и нравственности. В основу сюжета сказок положены каббалистические притчи о добре и зле, а каббала, как известно, является системой представлений, пропогандируемой Мадонной с 1997 года
Все сказки Мадонны пользуются стабильно высоким читательским интересом, связанным непосредственно с актуальным и поучительным содержанием, великолепным оформлением, а также весьма популярной личностью автора. Более того, успех «Английских роз» привёл к тому, что осенью же 2006 года Мадонна выпустила продолжение серии.
Книги «The Girlie Show» и другие подобного формата представляют собой скорее фотоальбомы с подписями и комментариями, нежели самостоятельные литературные произведения.

## Книги-альбомы
| Год  | Название                   | Детали | Описание |
| ---- | -------------------------- | --- | --- |
| 1992 | Sex                        | - Издана в США: 21 октября 1992 - В России не издавалась - Фотограф: Стивен Майзель (Steven Meisel) - Издательство: Callaway - Страниц: 132 - ISBN 978-8-44-063117-6 | Книга-альбом в формате Сoffee table в алюминиевой обложке с диском «Erotic». В качестве соавтора выступил Гленн О’Брайен. |
| 1994 | The Girlie Show:World Tour | - Издана в США 1 ноября 1994 года - в России не издавалась - Издательство: Callaway - ISBN 978-0-93-511222-1                                                         | Книга-альбом с фотографиями к концертному туру 1993 года The Girlie Show. |
| 2003 | X-STaTIC PRO=CeSS          | - Издана ограниченным тиражом в 2003 году - в России не издавалась                                                                                                   | Альбом фотографий певицы, сделанных Стивеном Кляйном. Книга вышла ограниченным тиражом 1000 экземпляров. Коллекционное издание, ручной переплёт, стоимость 350 долларов, отпечатаны в Италии. Название вдохновлено одноимённой песней с альбома American Life. Фотографии были частью видеоинсталляции, использованной в одноимённой выставке и во время номеров Re-Invention World Tour. |
| 2004 | Nobody Knows Me            | - Издана: 2004 год, по заявкам с 25 ноября по 30 декабря 2003 года - в России не издавалась                                                                          | Распространялась по подписке на официальном сайте Мадонны. |
| 2006 | Madonna Confessions        | - Издана в США: 2006 год - Издательство: Powerhouse - Страниц: 224 - ISBN 978-1-57-687481-3 - в России не издавалась                                                 | Альбом фотографий мирового турне Confessions Tour, сделанных менеджером певицы Гаем Осири. |
| 2009 | Madonna: Sticky & Sweet    | - Издана в США: 2009 - Издательство: PowerHouse Books - Страниц: 280 - ISBN 978-1-57687-532-2 - в России не издавалась                                               | Альбом фотографий мирового турне Sticky and Sweet Tour, которые сделал менеджер певицы Гай Осири. |

## Детская литература

### Книжки с картинками
Основным достоинством изданий критики единодушно считают великолепные иллюстрации ведущих мировых мастеров, в том числе ученика Энди Уорхола Джеффри Фулвимари. Также отмечено, что 5 английских девочек «английских роз» являются почти прямой отсылкой к популярной британской поп-группе 90-х Spice Girls (голубоглазая блондинка — Бина Росси, рыжеволосая зеленоглазая — Эми Брук, кареглазая брюнетка — Шарлотта Гинсберг, чернокожая/родилась в США — Грейс Харрисон, в очках/родилась во Франции — Николь Риссман), а сюжеты книг перекликаются с событиями из детства певицы.
| Год  | Русское название                 | Оригинальное название                  | Детали |
| ---- | -------------------------------- | -------------------------------------- | --- |
| 2003 | Английские розы                  | The English Roses                      | - Издана в США: 15 сентября 2003 - ISBN 978-0-670-03678-3 - Издана в России: 20 сентября 2003 - Издательство в России: Эксмо - ISBN 978-5-699-03800-8 |
| 2003 | Яблоки мистера Пибоди            | Mr.Peabody’s Apples                    | - Издана в США: 10 ноября 2003 - ISBN 978-0-670-05883-9 - Издана в России: 2003 - Издательство в России: Эксмо - ISBN 5-699-04733-6                   |
| 2004 | Яков и семеро разбойников        | Yakov and the Seven Thieves            | - Издана в США: 21 июня 2004 - ISBN 978-0-670-05887-7 - Издана в России: 16 августа 2004 - Издательство в России: Эксмо - ISBN 5-699-07129-6          |
| 2004 | Приключения Абди                 | The Adventures of Abdi                 | - Издана в США: 18 ноября 2004 - ISBN 978-0-670-05889-1 - Издана в России: 14 ноября 2004 - Издательство в России: Эксмо - ISBN 5-699-09206-4         |
| 2005 | Лотса Тугой Кошель               | Lotsa de Casha                         | - Издана в США: 7 июня 2005 - ISBN 978-0-670-05888-4 - Издана в России: 16 августа 2005 - Издательство в России: Эксмо - ISBN 5-699-12618-X           |
| 2006 | Английские розы. Любовь и дружба | The English Roses: Too Good to Be True | - Издана в США: 24 октября 2006 года - ISBN 978-0-670-05887-7 - Издана в России: 2007 - Издательство в России: Эксмо - ISBN 978-5-699-21274-3         |

### Книжки для школьников
Здесь представлены 2003—2009 годов. Книги серии «Английские розы» наследуют персонажей из детсадовской серии, но отличаются от книжек с картинками «Английские розы» и «Английские розы. Любовь и дружба» преобладанием текста над иллюстрациями. Это обусловлено тем, что собственные дети певицы (1996, 2000 г. р.), для которых изначально придуманы истории, к этому времени уже подросли и были способны воспринимать более взрослый материал для чтения.
| Год  | № в серии | Название                                     | Детали | Описание |
| ---- | --------- | -------------------------------------------- | --- | --- |
| 2007 | 1         | The English Roses — Friends for Life!        | - Издана в США: 2007 год - Издана в России: нет - Художник: Джефри Фулвимари - ISBN 0-14-241114-0 - Издательство: Puffin - Страниц: 96  | Первая книга продолжения серии Английские розы — англ. «Друзья на всю жизнь» более подробно знакомит с каждым из пяти главных персонажей серии. |
| 2007 | 2         | The English Roses — Good-Bye, Grace?         | - Издана в США: 2007 год - Издана в России: нет - Художник: Джефри Фулвимари - ISBN 0-14-240883-2 - Издательство: Puffin - Страниц: 128 | Английские розы — англ. «Пока, Грейс?». Устанавливается стандарт серии по количеству страниц. По сюжету мама Грейс (чернокожей девочки) собирается переезжать из Лондона и девочки придумывают способы оставить Грейс в Англии и сохранить дружбу. |
| 2007 | 3         | The English Roses — the New Girl             | - Издана в США: 2007 год - Издана в России: нет - Художник: Джефри Фулвимари - ISBN 0-14-240884-0 - Издательство: Puffin - Страниц: 128 | Английские розы — англ. «Новенькая». Лучшая подруга Николь (девочки в очках) по имени Лесли переезжает из Нью-Йорка в Лондон. Девочки поначалу рады новенькой, но потом начинают переживать, что новенькая «уводит» у них подругу. |
| 2007 | 4         | The English Roses — A Rose by Any Other Name | - Издана в США: 2007 год - Издана в России: нет - Художник: Джефри Фулвимари - ISBN 0-14-240885-9 - Издательство: Puffin - Страниц: 128 | Английские розы — англ. «Другое имя Розы». В школе ставят «Ромео и Джульетту» и Грейс дают главную роль. Николь — во втором составе. Девичья дружба переживает испытание завистью. В названии используется известная цитата из «Ромео и Джульетты» Шекспира. |
| 2008 | 5         | The English Roses — Big-Sister Blues         | - Издана в США: 2008 год - Издана в России: нет - Художник: Джефри Фулвимари - ISBN 0-14-241093-4 - Издательство: Puffin - Страниц: 128 | Английские розы — англ. «Старшая сестра грустит». Эми (рыжая девочка) обеспокоена перспективой стать старшей сестрой ещё раз. Так как у неё уже есть младший брат Патрик, который портит семейный отдых своими капризами. Но как только ей дают подержать маленького в больнице, она меняет безысходность на позитив. |
| 2008 | 6         | The English Roses — Being Binah              | - Издана в США: 2008 год - Издана в России: нет - Художник: Джефри Фулвимари - ISBN 0-14-241095-0 - Издательство: Puffin - Страниц: 128 | Английские розы — англ. «Быть Биной». Бина (главная героиня, у которой нет матери) устала быть милашкой для всех. Как примут изменения её подруги из «английских роз» и объект её симпатий Бен, который притворялся, что ему до Бины и дела нет. Оказалось, что прежней Бина ему нравилась больше. |
| 2008 | 7         | The English Roses — Hooray for the Holidays  | - Издана в США: 2008 - Издана в России: нет - Художник: Джефри Фулвимари - ISBN 0-14-241124-8 - Издательство: Puffin - Страниц: 128     | Английские розы — англ. «Ура, каникулы!». Шарлотта не в состоянии скрыть своего разочарования, когда во время столь ожидаемого обмена подарками в школе ей по жребию выпадает унылого вида кашпо. Этим она доводит купившую подарок ботаншу Джесси Джонс до слёз, а подруги помогают ей осознать смысл Рождества. |
| 2008 | 8         | The English Roses — A Perfect Pair           | - Издана в США: 2008 год - Издана в России: нет - Художник: Джефри Фулвимари - ISBN 0-14-241125-6 - Издательство: Puffin - Страниц: 128 | Английские розы — англ. «Идеальная пара». Николь любит науку и начинает дружить с ботаном Джексоном Эллиотом. Но о неразлучной парочке начинают распускать слухи, что у них не только дружба. Николь в сложной ситуации, так как не хочет давать слухам почву, но и друга терять тоже не хочет. Обычно помогавшая с советом мисс Флаффенаттер также слишком смущена из-за собственных чувств к отцу Бины.                                                        |
| 2009 | 9         | The English Roses — Runway Rose              | - Издана в США: 2009 год - Издана в России: нет - Художник: Джефри Фулвимари - ISBN 0-14-241126-4 - Издательство: Puffin - Страниц: 128 | Английские розы — англ. «На подиуме Роза». Мать Эми даёт ей возможность поработать за кулисами показа недели подростковой моды в универмаге Marks & Spencer, так как девочка увлечена дизайном. Но модельный скаут уверяет её попробовать себя на подиуме, и с этого момента Эми уже не та. Она заводит новых друзей, высокомерно пренебрегая «английскими розами». К счастью, подруги находят нужные слова, чтобы напомнить Эми о её намерении учиться дизайну. |
| 2009 | 10        | The English Roses — Ready, Set, Vote!        | - Издана в США: 2009 год - Издана в России: нет - Художник: Джефри Фулвимари - ISBN 0-14-241127-2 - Издательство: Puffin - Страниц: 128 | Английские розы — англ. «На старт, внимание, голосуем!». Николь баллотируется в президенты класса, а Грейс вызывается быть руководителем её предвыборного штаба. К сожалению, Грейс начинает относиться к кампании как к одному из своих футбольных матчей. Она концентрируется не на выставлении сильных сторон кандидатуры Николь, а старается победить её противников.                                                                                        |
| 2009 | 11        | The English Roses — American Dreams          | - Издана в США: 2009 год - Издана в России: нет - Художник: Джефри Фулвимари - ISBN 0-14-241128-0 - Издательство: Puffin - Страниц: 128 | Английские розы — англ. «Американские мечты». Каникулы. Николь и Эми собираются в арт-лагерь в Уэльс. Шаролотта с родителями едут на виллу на Юге Франции. А Грейс пригласила Бину навестить кузенов в Атланте. Бина впервые выезжает за рубеж, но плохо переносит самолёт. Двоюродные братья Грейс оказываются очень кстати и поднимают ей настроение. |
| 2009 | 12        | The English Roses — Catch the Bouquet!       | - Издана в США: 2009 год - Издана в России: нет - Художник: Джефри Фулвимари - ISBN 0-14-241129-9 - Издательство: Puffin - Страниц: 128 | Английские розы — англ. «Лови букет!». Учительница мисс Флаффенаттер выходит замуж за отца Бины. Главная героиня поначалу радуется, но потом осознаёт, что теперь отец будет уделять ей ещё меньше внимания. Шарлотта чересчур беспокоится тем, как будет выглядеть свадьба, и всё начинает идти наперекосяк. В конце концов «английским розам» удаётся достойно пережить это событие.                                                                           |

## Сценарии
- «Грязь и мудрость» (2007) — совместно с Дэном Кэданом (будущим вторым мужем Лины Хиди);
- «МЫ. Верим в любовь» (2011) — совместно с Алеком Кешишяном.

## Нотные издания
Список включает официальные издания-сборники и партитуры издательств «Alfred Music», «Faber Music» и «Hal Leonard».
| Год  | Название                                                   | Детали                                                                                      | Описание |
| ---- | ---------------------------------------------------------- | ------------------------------------------------------------------------------------------- | --- |
| 1990 | Madonna — The Immaculate Collection                        | - Издана в США: 1 декабря - ISBN 978-0-76-921502-0 - Издательство: Alfred - Страниц: 116    | Ноты и табулатура песен из альбома The Immaculate Collection. |
| 1995 | Madonna — Bedtime Stories: Piano/Vocal/Chords              | - Издана в США: 1 января - ISBN 978-0-89-724505-0 - Издательство: Alfred - Страниц: 64      | Ноты и табулатура песен из альбома Bedtime Stories. |
| 1998 | Madonna: Ray of Light Piano/Vocal/Guitar Artist Songbook   | - Издана в США: 1 апреля - ISBN 978-0-76-926024-2 - Издательство: Alfred - Страниц: 92      | Ноты и табулатура песен из альбома Ray of Light. Издание также доступно в формате Kindle на Amazon. |
| 2000 | Madonna — Greatest Hits So Far …: Piano/Vocal/Guitar       | - Издана в США: 1 марта - ISBN 978-1-85-909714-4 - Издательство: Alfred - Страниц: 60       | Ноты и табулатура песен «Beautiful Stranger», «Crazy for You», «Frozen», «Holiday», «Like a Prayer», «Like a Virgin», «Material Girl», «Papa Don’t Preach», «Ray of Light», «This Used to Be My Playground», «Who’s That Girl?». |
| 2000 | Madonna Music (Piano/Vocal/Guitar Artist Songbook)         | - Издана в США: 1 ноября - ISBN 978-0-75-797877-7 - Издательство: Alfred - Страниц: 60      | Ноты и табулатура песен из альбома Music. |
| 2002 | Madonna: Greatest Hits Volume 2                            | - Издана в США: 1 апреля - ISBN 978-0-75-799197-4 - Издательство: Alfred - Страниц: 96      | Ноты и табулатура песен из альбома лучших хитов GHV2. |
| 2003 | American Life for Piano/Vocal/Chords                       | - Издана в США: 1 июня - ISBN 978-0-75-791442-3 - Издательство: Alfred - Страниц: 76        | Ноты и табулатура песен из альбома American Life. |
| 2006 | Madonna — Confessions on a Dance Floor: Piano/Vocal/Chords | - Издана в США: 1 февраля - ISBN 978-0-73-904072-0 - Издательство: Alfred - Страниц: 84     | Ноты и табулатура песен из альбома Confessions on a Dance Floor. Издание также доступно в формате Kindle. |
| 2007 | You’re the Voice: Madonna (PVG)                            | - Издана в США: 1 января - ISBN 978-0-57-153006-9 - Издательство: Faber - Страниц: 64       | Ноты и табулатура песен «Crazy For You», «Frozen», «Hung Up», «Into The Groove», «La Isla Bonita», «Like A Prayer», «Music», «Papa Don’t Preach», «True Blue», «Vogue».                                                          |
| 2007 | Madonna: A Concert Tour                                    | - Издана в США: 7 мая - ISBN 003-8-08-130394-9 - Издательство: Alfred - Страниц: —          | Партитура для дирижёра и эстрадного оркестра песен «Crazy for You», «Into the Groove», «Like a Prayer», «Sorry» и «Take a Bow» в переложении Виктора Лопеса.                                                                     |
| 2009 | 4 Minutes                                                  | - Издана в США: 17 февраля - ISBN 003-8-08-134151-4 - Издательство: Alfred - Страниц: 110   | Партитура для военного оркестра с дирижёром на песню «4 Minutes» в переложении Патрика Рожелла. |
| 2010 | Celebration: Piano/Vocal/Guitar                            | - Издана в США: 1 апреля - ISBN 978-0-73-906610-2 - Издательство: Alfred - Страниц: 220     | Ноты и табулатура песен из альбома лучших хитов Celebration. |
| 2010 | Glee: The Music: The Power of Madonna                      | - Издана в США: 1 апреля - ISBN 978-1-42-349582-6 - Издательство: Hal Leonard - Страниц: 40 | Ноты и табулатура песен из альбома песен из сериала «Хор», вышедших на альбоме The Power of Madonna. |
| 2010 | Express Yourself: The Music of Madonna                     | - Издана в США: 2 августа - ISBN 003-8-08-139708-5 - Издательство: Alfred - Страниц: —      | Партитура хора формата «сопрано-альт-тенор-баритон-бас» или САТБ в сопровождении фортепиано для песен «Express Yourself», «Open Your Heart» и «Like a Prayer» в переложении Алана Биллингсли.                                    |

## Пьесы
- «In Artificial Light» (1982) — телеспектакль, написана собственная роль[54][55]. Фрагменты видео были использованы в документальном фильме канала VH1 о ранних годах творчества Мадонны «Driven» (2001), но на данный момент из фильма доступно не более 3 минут[56][57][58][59].